# Ginástica artística nos Jogos Olímpicos de Verão de 2020 - Equipes femininas
A competição por equipes femininas da ginástica artística nos Jogos Olímpicos de Verão de 2020 ocorreu em 25 e 27 de julho de 2021 no Centro de Ginástica de Ariake, em Tóquio. Um total de 48 ginastas de 12 Comitês Olímpicos Nacionais (CON) participaram do evento.
Foi vencido pelas atletas do Comitê Olímpico Russo. Medalhistas de prata em 2016 competindo como Rússia, as ginastas do país não ganhavam a medalha de ouro feminina por equipes desde 1992, quando competiram como Equipe Unificada. Elas lideraram durante toda a competição, apesar de duas quedas na trave de equilíbrio na terceira rotação. Os Estados Unidos, então bicampeãs do evento, ficaram dessa vez com a prata, com Simone Biles desistindo de competir após a primeira rotação. O bronze foi conquistado pela Grã-Bretanha, que superou a Itália na última rotação. A Grã-Bretanha não ganhava uma medalha por equipes femininas desde 1928, quando também foi bronze.
Com a vitória por equipes dos homens no dia anterior, o ROC se tornou a primeira nação a ganhar os títulos por equipes no masculino e feminino nas mesmas Olimpíadas desde que a China o fez em 2008.

## Qualificação
Para chegar às Olimpíadas, um Comitê Olímpico Nacional (CON) precisava garantir uma das 12 vagas por equipes, que foram alocadas por meio do Campeonato Mundial de 2018 (três melhores equipes) e do Campeonato Mundial de 2019 (nove melhores equipes, excluindo as qualificadas em 2018).
Estados Unidos, Rússia (ROC) e China obtiveram a vaga através do mundial de 2018, enquanto França, Canadá, Países Baixos, Grã-Bretanha, Itália, Alemanha, Bélgica, Japão e Espanha se classificaram através do mundial de 2019.
Essas 12 equipes competiram na fase qualificatória em 25 de julho, com as oito primeiras avançando para a competição final.

## Calendário
Horário local (UTC+9)
| Data        | Horário | Rodada         | Subdivisão   |
| ----------- | ------- | -------------- | ------------ |
| 25 de julho | 10:00   | Qualificatória | Subdivisão 1 |
| 25 de julho | 11:50   | Qualificatória | Subdivisão 2 |
| 25 de julho | 15:10   | Qualificatória | Subdivisão 3 |
| 25 de julho | 17:05   | Qualificatória | Subdivisão 4 |
| 25 de julho | 20:20   | Qualificatória | Subdivisão 5 |
| 27 de julho | 19:45   | Final          | Final        |

## Medalhistas
|  | ROC                                                                      |  | USA Estados Unidos                                   |  | GBR Grã-Bretanha                                                |
|  | Lilia Akhaimova Viktoria Listunova Angelina Melnikova Vladislava Urazova |  | Simone Biles Jordan Chiles Sunisa Lee Grace McCallum |  | Jennifer Gadirova Jessica Gadirova Alice Kinsella Amelie Morgan |

## Qualificatória
As oito melhores equipes nas qualificatórias, com base nas pontuações combinadas de cada aparelho, avançaram para a final. Todas as notas em cada aparelho foram somadas para dar a pontuação final da equipe. As pontuações na qualificatória não contam para a final.
| Pos. | CON                |        |        |        |        | Total   | Notas |
| ---- | ------------------ | ------ | ------ | ------ | ------ | ------- | ----- |
| 1    | ROC                | 43.832 | 44.565 | 41.599 | 41.633 | 171.629 | Q     |
| 2    | USA Estados Unidos | 44.199 | 43.866 | 41.332 | 41.165 | 170.562 | Q     |
| 3    | CHN China          | 42.366 | 42.633 | 42.399 | 39.465 | 166.863 | Q     |
| 4    | FRA França         | 43.665 | 42.198 | 39.899 | 38.799 | 164.561 | Q     |
| 5    | BEL Bélgica        | 41.066 | 43.099 | 40.465 | 39.265 | 163.895 | Q     |
| 6    | GBR Grã-Bretanha   | 43.199 | 40.699 | 39.199 | 40.599 | 163.396 | Q     |
| 7    | ITA Itália         | 42.766 | 41.866 | 38.799 | 39.899 | 163.330 | Q     |
| 8    | JPN Japão          | 42.432 | 39.632 | 39.999 | 40.599 | 162.662 | Q     |
| 9    | GER Alemanha       | 41.699 | 42.632 | 37.965 | 38.866 | 161.662 | R1    |
| 10   | CAN Canadá         | 43.632 | 38.700 | 39.466 | 39.166 | 160.964 | R2    |
| 11   | NED Países Baixos  | 42.133 | 39.666 | 39.565 | 38.899 | 160.263 |       |
| 12   | ESP Espanha        | 41.299 | 39.966 | 37.898 | 37.965 | 157.128 |       |

## Final
Na final, disputada em 27 de julho de 2021, cada equipe selecionou três das quatro ginastas da equipe para competir em cada aparelho. As notas em cada aparelho foram somadas para dar a pontuação final da equipe.
| Pos.              | Equipe                      |            |            |            |            | Total   |
| ----------------- | --------------------------- | ---------- | ---------- | ---------- | ---------- | ------- |
| Medalha de ouro   | ROC                         | 43.799 (1) | 44.699 (1) | 39.532 (4) | 41.498 (1) | 169.528 |
| Medalha de ouro   | Lilia Akhaimova             | 14.733     |            |            |            | 169.528 |
| Medalha de ouro   | Viktoria Listunova          |            | 14.900     | 14.333     | 14.166     | 169.528 |
| Medalha de ouro   | Angelina Melnikova          | 14.600     | 14.933     | 12.566     | 13.966     | 169.528 |
| Medalha de ouro   | Vladislava Urazova          | 14.466     | 14.866     | 12.633     | 13.366     | 169.528 |
| Medalha de prata  | USA Estados Unidos          | 42.732 (4) | 43.266 (2) | 41.232 (2) | 38.866 (8) | 166.096 |
| Medalha de prata  | Simone Biles                | 13.766     |            |            |            | 166.096 |
| Medalha de prata  | Jordan Chiles               | 14.666     | 14.166     | 13.433     | 11.700     | 166.096 |
| Medalha de prata  | Sunisa Lee                  |            | 15.400     | 14.133     | 13.666     | 166.096 |
| Medalha de prata  | Grace McCallum              | 14.300     | 13.700     | 13.666     | 13.500     | 166.096 |
| Medalha de bronze | GBR Grã-Bretanha            | 43.132 (3) | 41.765 (3) | 38.866 (6) | 40.333 (3) | 164.096 |
| Medalha de bronze | Jennifer Gadirova           | 14.433     |            | 13.300     | 13.700     | 164.096 |
| Medalha de bronze | Jessica Gadirova            | 14.433     | 13.566     |            | 13.833     | 164.096 |
| Medalha de bronze | Alice Kinsella              | 14.266     | 14.166     | 13.333     | 12.800     | 164.096 |
| Medalha de bronze | Amelie Morgan               |            | 14.033     | 12.233     |            | 164.096 |
| 4                 | ITA Itália                  | 42.665 (5) | 41.499 (5) | 39.108 (5) | 40.366 (2) | 163.638 |
| 4                 | Alice D'Amato               | 14.166     | 14.166     | 13.133     | 13.100     | 163.638 |
| 4                 | Asia D'Amato                | 14.266     | 13.900     | 12.900     | 13.166     | 163.638 |
| 4                 | Vanessa Ferrari             | 14.233     |            |            | 14.100     | 163.638 |
| 4                 | Martina Maggio              |            | 13.433     | 13.075     |            | 163.638 |
| 5                 | JPN Japão                   | 42.349 (6) | 40.133 (8) | 40.732 (3) | 40.066 (4) | 163.280 |
| 5                 | Hitomi Hatakeda             |            | 14.100     | 13.333     | 12.800     | 163.280 |
| 5                 | Yuna Hiraiwa                | 13.900     |            | 13.566     |            | 163.280 |
| 5                 | Mai Murakami                | 14.266     | 12.700     | 13.833     | 14.066     | 163.280 |
| 5                 | Aiko Sugihara               | 14.183     | 13.333     |            | 13.200     | 163.280 |
| 6                 | FRA França                  | 43.600 (2) | 41.399 (6) | 38.465 (7) | 39.800 (5) | 163.264 |
| 6                 | Marine Boyer                |            |            | 12.066     | 13.000     | 163.264 |
| 6                 | Mélanie de Jesus dos Santos | 14.500     | 14.200     | 13.566     | 13.700     | 163.264 |
| 6                 | Aline Friess                | 14.900     | 13.733     |            |            | 163.264 |
| 6                 | Carolann Héduit             | 14.200     | 13.466     | 12.833     | 13.100     | 163.264 |
| 7                 | CHN China                   | 39.366 (8) | 41.066 (7) | 41.599 (1) | 39.165 (7) | 161.196 |
| 7                 | Lu Yufei                    |            | 13.333     | 13.966     | 13.166     | 161.196 |
| 7                 | Ou Yushan                   | 12.700     | 13.233     |            |            | 161.196 |
| 7                 | Tang Xijing                 | 12.600     | 14.500     | 13.733     | 12.866     | 161.196 |
| 7                 | Zhang Jin                   | 14.066     |            | 13.900     | 13.133     | 161.196 |
| 8                 | BEL Bélgica                 | 41.732 (7) | 41.632 (4) | 36.999 (8) | 39.332 (6) | 159.965 |
| 8                 | Maellyse Brassart           | 14.033     |            | 10.933     |            | 159.965 |
| 8                 | Nina Derwael                |            | 15.400     | 13.866     | 13.366     | 159.965 |
| 8                 | Lisa Vaelen                 | 14.233     | 13.766     |            | 12.900     | 159.965 |
| 8                 | Jutta Verkest               | 13.466     | 12.466     | 12.200     | 13.066     | 159.965 |